# Jack Adams (Skirennläufer)
Jack Adams (* 1998) ist ein neuseeländischer Skirennläufer. Er gehörte bis zur Saison 2023/24 der neuseeländischen Nationalmannschaft an.

## Karriere
Adams gab sein internationales Renndebüt am 6. August 2014 bei einem FIS-Slalom am Mount Buller. Sein erstes internationales Großereignis bestritt er vier Jahre später bei den Juniorenweltmeisterschaften in Davos, wobei er mit Rang 25 im Slalom seine beste Platzierung erreichte. Bis zu diesem Zeitpunkt war Adams hauptsächlich bei FIS- und Citizenrennen an den Start gegangen.
2020 wurde Adams Neuseeländischer Meister im Slalom und zudem Vizemeister im Super-G sowie im Riesenslalom.
Im darauffolgenden Jahr nahm er erstmals an Alpinen Skiweltmeisterschaften teil, wobei er bei den Wettkämpfen in Cortina d’Ampezzo mit Rang 50 im Riesenslalom sein bestes Ergebnis erzielte.
Sein bisher bestes Resultat erreichte er bei zwei Jahre später bei den Weltmeisterschaften in Courchevel bzw. Méribel mit dem 41. Platz im Riesenslalom.

## Privates
Neben seiner sportlichen Karriere studiert Adams Maschinenbau und Wirtschaft an der University of New South Wales.

## Erfolge

### Weltmeisterschaften
- Cortina d'Ampezzo 2021: 50. Riesenslalom, DNF Slalom
- Courchevel/Méribel 2023: 41. Riesenslalom, 50. Slalom

### Juniorenweltmeisterschaften
- Davos 2018: 25. Slalom, 52. Super-G, 57. Riesenslalom, DNF Alpine Kombination

### Australian New Zealand Cup
- 2 Platzierungen unter den besten 15

### Weitere Erfolge
- 5 Siege bei FIS-Rennen
- Neuseeländischer Meister im Slalom (2020, 2021, 2022)
- Neuseeländischer Vizemeister im Super-G (2020)
- Neuseeländischer Vizemeister im Riesenslalom (2020, 2022)